# Stealers Wheel
Stealers Wheel är ett brittiskt pop/rockband bildat i London 1972 av Gerry Rafferty och Joe Egan.
Samma år som bildandet kom gruppens största hit "Stuck in the Middle With You" som nådde topp 10-placering både i USA och Storbritannien. Uppföljarsinglarna "Everything Will Turn Out Fine" och "Star" blev även mindre hitsinglar. Gruppen splittrades 1975 efter ett antal byten av gruppmedlemmarna och Gerry Rafferty påbörjade en solokarriär. 
Låten "Stuck in the Middle With You" blev senare uppmärksammad då den var med i en scen i Quentin Tarantinos film De hänsynslösa från 1992.
Enligt uppgift från Gerry Rafferty på dennes officiella diskussionsforum (2005), fanns det planer på att Rafferty och Egan skulle spela in ett nytt Stealers Wheel-album. Men efter Raffertys död i januari 2011 grusades förstås dessa planer.

## Medlemmar
Nuvarande meflemmar
- Paul Pilnick – gitarr (1972–1973; 2008–)
- Rod Coombes – trummor (1972–1973; 2008–)
- Tony Williams – basgitarr (1972–1973; 2008–)
- Tony Mitchell – sång, rytmgitarr (2008–)

Tidigare medlemmar
- Gerry Rafferty – sång, rytmgitarr (1972–1975; död 2011)
- Joe Egan – sång, keyboard (1972–1975)
- Ian Campbell – basgitarr (1972)
- Roger Brown – sång (1972)
- Rab Noakes – sång, gitarr (1972)
- Luther Grosvenor ("Ariel Bender") – sång, gitarr (1972–1973)
- DeLisle Harper – basgitarr (1973)
- Andrew Steele – trummor (1973–1975)
- Joe Jammer – gitarr (1973–1975)
- Gerry Taylor – basgitarr (1973–1975)
- Bernie Holland – gitarr (1975)
- Dave Wintour – basgitarr (1975)

## Diskografi
Studioalbum
- Stealers Wheel (1973)
- Ferguslie Park (1974)
- Right or Wrong (1975)

Samlingsalbum
- The Best of Stealers Wheel (1990)

Singlar (topp 40 på UK Singles Chart)
- "Stuck in the Middle With You" (1973) (UK #8)
- "Everything Will Turn Out Fine" (1973) (UK #33)
- "Star" (1974) (UK #25)